# 黄鉄鉱

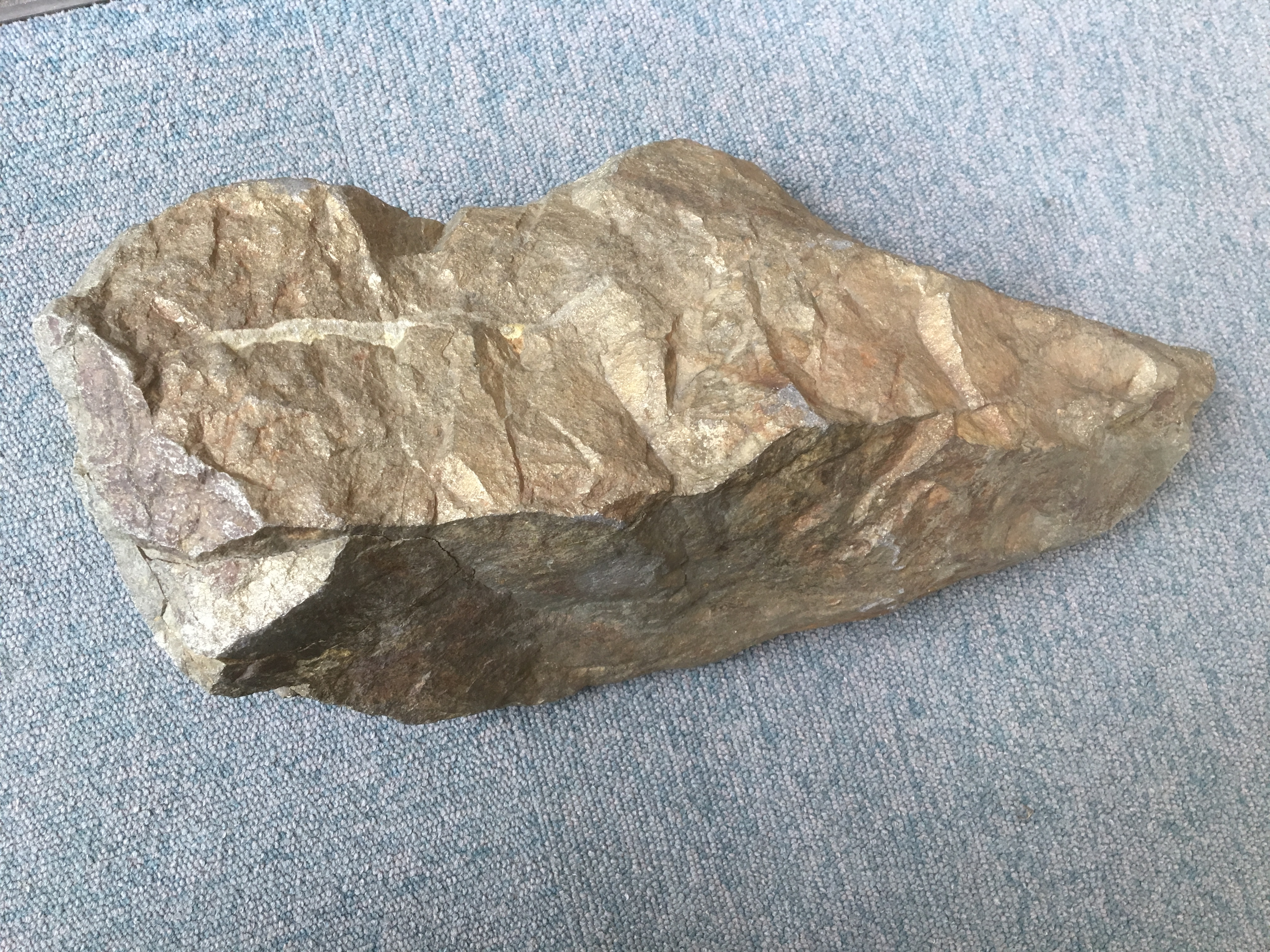
柵原鉱山の黄鉄鉱

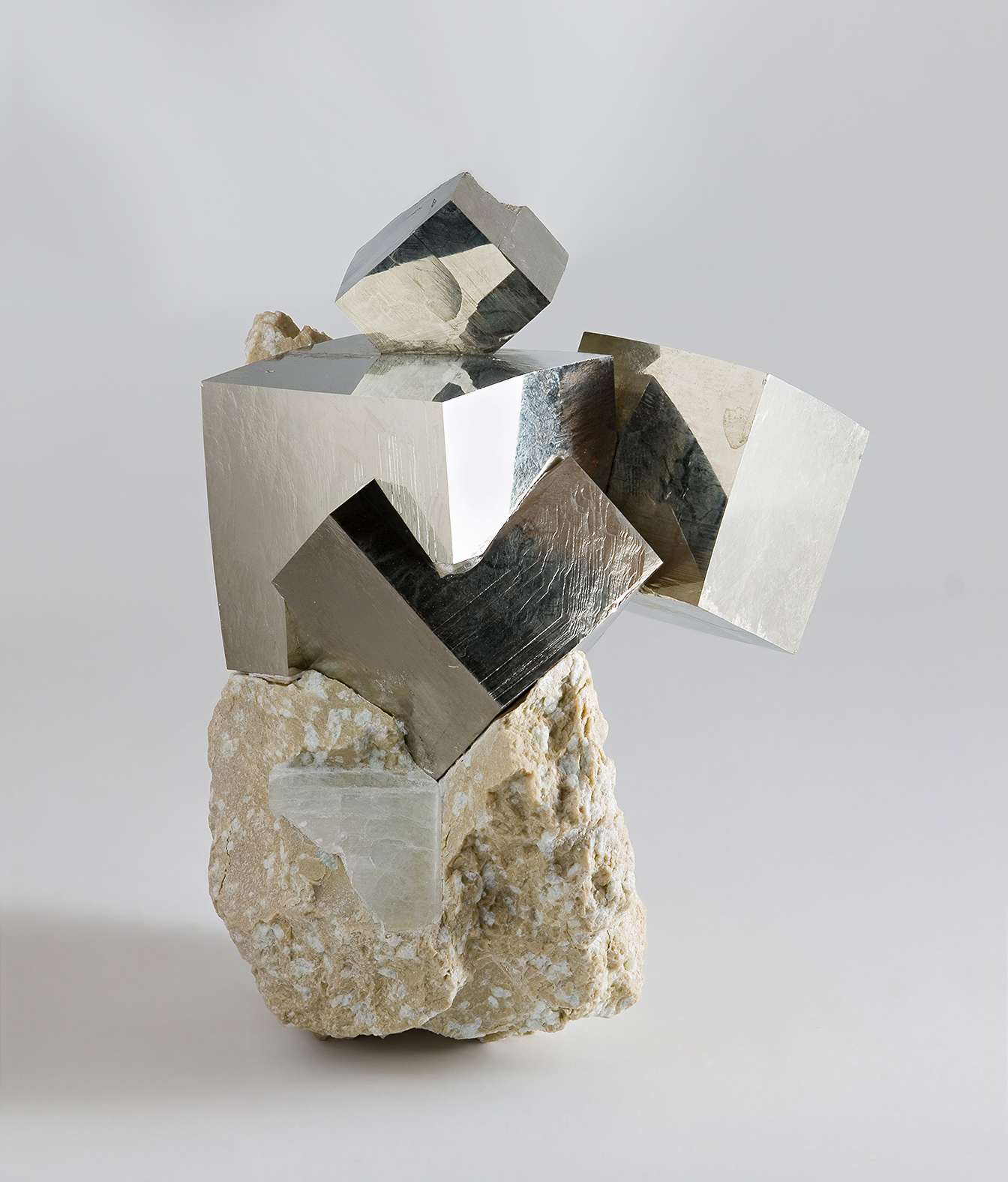
スペインナバフン産（見出し画像も同産）。粘土質の泥灰岩中から完全な立方体結晶で産出する

黄鉄鉱（おうてっこう、英: pyrite, fool's gold）あるいはパイライトとは、硫化鉱物の一種である。

## 概要
鉄と硫黄からなり、化学組成はFeS2で表される。理想的な質量比は、硫黄53.4%、鉄46.6%である。
等軸晶系で、一般的には六面体だが、八面体、五角十二面体の結晶形を示すこともある。
英名である「パイライト」は、ギリシャ語の「火」を意味する「pyr」に由来する。これは、黄鉄鉱をハンマーなどで叩くと火花を散らすことから名付けられた。
色は真鍮色で金属光沢を持つ。条痕色は緑黒色。外見は黄銅鉱と似るが、条痕色により区別できる。その淡黄色の色調により金と間違えられることが多いことから、「愚者の黄金」とも呼ばれる。
モース硬度は6-6.5、比重は4.95-5.10。鉄よりも硬いということでも知られ、硫化鉱物としては硬い。しかし湿気には弱く、非常に脆くなる。風化などの原因で表面が酸化分解されて褐鉄鉱などに変化しやすく、特に黄鉄鉱の結晶の形をそのまま残して褐鉄鉱となった仮晶は「 武石（ぶせき）」、あるいは「 升石（ますいし）」と呼ばれている。

## 用途・加工法
様々な鉱山で産出されるありふれた鉱物ではあるが、硫酸の原料として使用されなくなってからは工業的価値が大きく下がった。加熱すると亜硫酸ガスが出るのと、硫黄を完全に除去するのが困難であるため、製鉄の材料としては適していない。

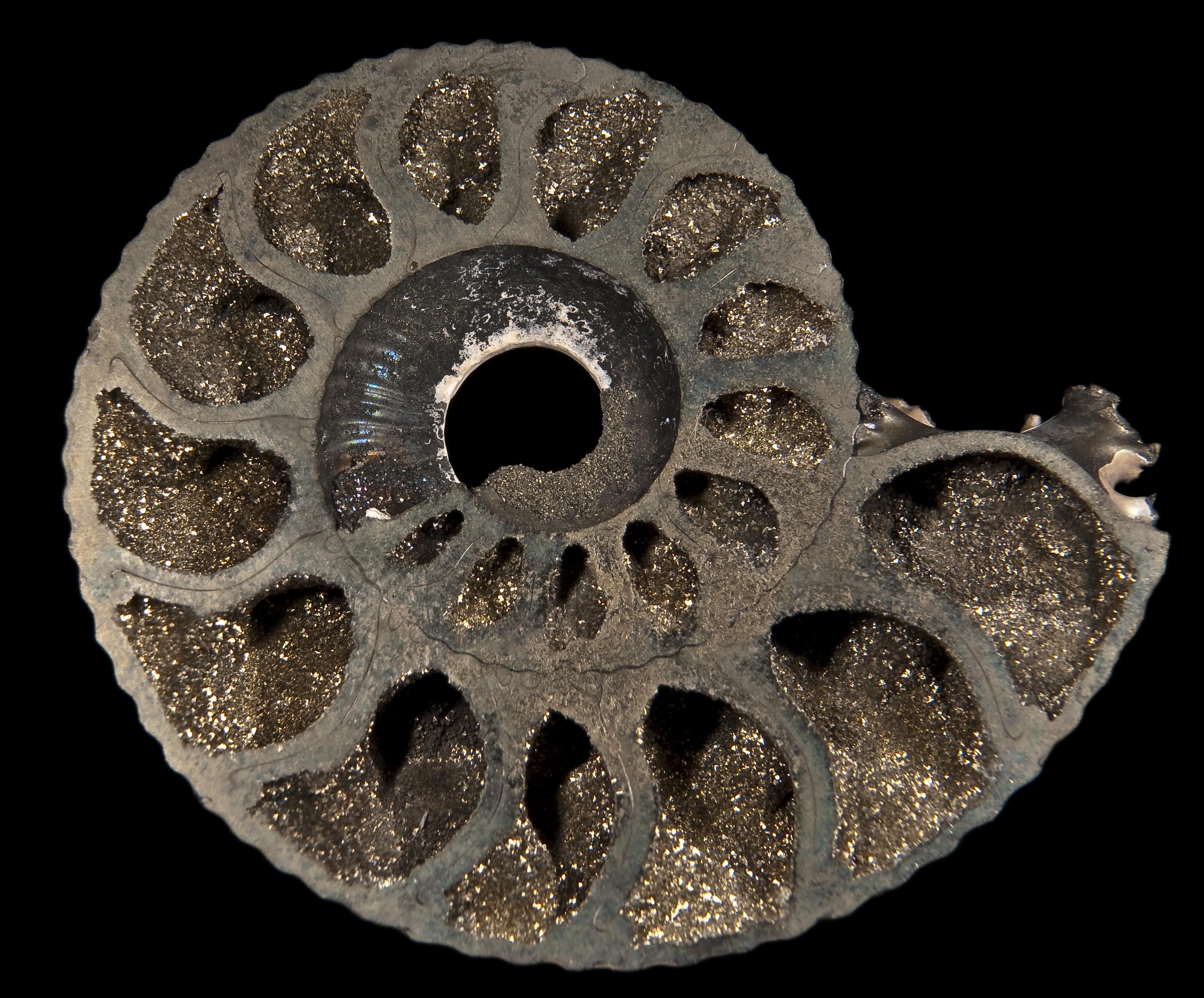
アンモナイトパイライトの断面

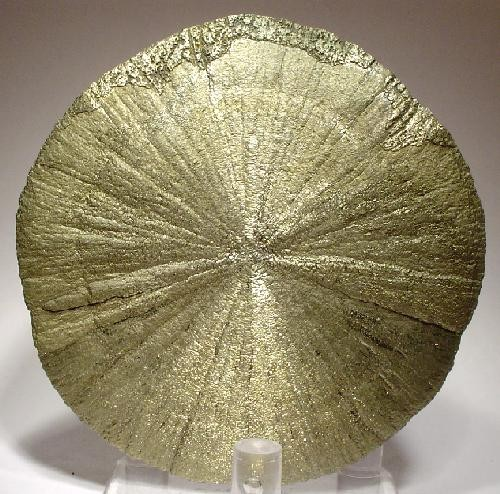
形状から太陽に見立てて「パイライト・サン」と呼ばれる。

硫酸の原料として
以前は岡山県美咲町（旧柵原町）の柵原鉱山などで硫酸の原料として採掘されていたが、現在では石油から抽出された硫黄から硫酸を製造する手法が主流となり、SX-EW（溶媒抽出電気採銅法）で銅を回収する鉱山を除いて、黄鉄鉱を原料として用いることはなくなった。
また、地下水と反応し硫酸を生成してしまうため、付近の河川が低pH化するとともに鉄の酸化に伴う析出で赤濁し大規模な汚染を引き起こすことがある（松尾鉱山）。
半導体として
方鉛鉱などと共に、半導体性があり、鉱石検波器として鉱石ラジオなどに使用されたことがある。2009年には高性能な薄膜太陽電池の材料としての利用が注目を集め、工業的価値の見直しが進んでいる。日本にも豊富な資源として存在しており低コスト化できる、エネルギー変換効率が高い、強い放射線耐性があり経年劣化が小さい、薄膜化できるので軽量かつ曲げられる、といった点に着目した次世代のCIS系太陽電池として実用化に向けた研究が進んでいる。また熱と光によって自己回復する性質に注目し、宇宙線被ばくによるダメージも自己回復することで長寿命化（100年～400年）されることが確認され、自己回復強化型太陽電池になりうるとして2023年にプエルトリコで開催された第50回IEEE PVSC（太陽光発電専門家会議）で発表。翌2024年に米国シアトルで開催された第52回IEEE PVSCで、実際に運用される状況やタンデム化した場合でも自己回復することが確認されたと発表された。
黄鉄鉱に代わった化石
化石のうちいくつかは黄鉄鉱に置換されたものがあり、愛好家に収集されている。アンモナイトではアンモナイトパイライトと呼ばれ、アクセサリーとしてペンダントトップなどに用いられている。
一方、イリノイ州の原生代から古生代の頁岩中から産出している、いわゆるパイライト・サン（パイライト・ダラーとも）は、一時期は同時代のウニ類の化石が黄鉄鉱化したものと考えられたことがあったが、ウニに特徴的な五放射相称が見られないことから否定され「偽化石」の扱いとなっている。成分には黄鉄鉱のほか白鉄鉱を含むことがある。珍しい形状からこれも愛好家の収集対象になっている。成因にはいまだ定説はなく、ウニ以外の生物を核としたとするもの（骨格に含むリン酸や硫黄細菌由来の硫黄が鉄と反応して結晶化したとする）、高圧の層状中で歪んで成長した黄鉄鉱の結晶だとするもの、近年深海で発見されたスケーリーフットのような黄鉄鉱を骨格とした生物化石そのものとする説などもある。
その他の用途
鉄で叩くと火花が出る性質を利用して、ホイールロック式銃の火打石に利用されていた。また、鉄鉱石として採掘されていた。

## かつて日本国内で採掘していた鉱山
前述の岡山県柵原鉱山以外
- 笹谷鉱山（宮城県柴田郡川崎町）
- 田老鉱山（岩手県） - 燐酸肥料製造に必要な硫酸の原料確保のために開発された。
- 松尾鉱山（岩手郡八幡平市）
- 小坂鉱山（秋田県鹿角郡小坂町）
- 阿仁鉱山（秋田県北秋田郡阿仁町→現:北秋田市）
- 尾小屋鉱山（石川県小松市）

など

## 黄鉄鉱グループ
- 黄鉄鉱(pyrite) : FeS2
- ハウエル鉱(hauerite) : MnS2
- ベース鉱(vaesite) : NiS2
- カチエル鉱(cattierite) : CoS2
- ラウラ鉱(laurite) : RuS2
- エルリッチマン鉱(erlichmanite) : OsS2
- ビラマニン鉱(villamaninite) : (Cu,Ni,Co,Fe)S2
- 福地鉱(fukuchilite) : Cu3FeS8
- 砒白金鉱(sperrylite) : PtAs2
- 安金鉱(aurostibite) : AuSb2
- ザークナイト(dzharkenite) : FeSe2
- クルタ鉱(krutaite) : CuSe2
- トログタライト(trogtalite) : CoSe2
- ペンローゼ鉱(penroseite) : (Ni,Co,Cu)Se2
- ミッシンネライト(michenerite) : PdBiTe
- テスチビオパラダイト(testibiopalladite) : Pd(Sb,Te)Te
- ゲベルサイト(geversite) : Pt(Sb,Bi)2
- インシザワ鉱(insizwaite) : Pt(Bi,Sb)2
- マスロバイト(maslovite) : (Pt,Pd)(Bi,Te)2